# Parafia Najświętszej Maryi Panny Królowej Polski w Olecku
Parafia Najświętszej Maryi Panny Królowej Polski w Olecku – rzymskokatolicka parafia leżąca w dekanacie Olecko - Niepokalanego Poczęcia NMP należącym do diecezji ełckiej